# 바람이 강하게 불고 있다
《바람이 강하게 불고 있다》(일본어: 風が強く吹いている)는 미우라 시온의 하코네 역전 경주를 배경으로 한 소설이다. 2006년 9월 22일에 신초샤에서 발간. 신초 문고에서 문고판도 간행하고 있다. 대한민국에서는 구 번역판이 북폴리오에서 2007년 7월에 전 2권으로 나왔고, 신 번역판이 청미래에서 2022년 1월에 나왔다.
만화판은 전 6권(신장판은 4권)으로 나왔고, 영화는 2009년 10월 31일에 일본 현지에서 개봉되었으며, 애니메이션은 프로덕션 I.G에서 만들어 NTV 등에서 2018년 10월 3일부터 2019년 3월 27일까지 방영되었다.

## 애니메이션 방영 목록
| 회차          | 제목                     | 방송 일자        |
| ------------- | ------------------------ | ---------------- |
| 1화           | 열 명째 남자             | 2018년 10월 4일  |
| 2화           | 악마가 와서              | 2018년 10월 11일 |
| 3화           | 꽃 한 송이               | 2018년 10월 18일 |
| 4화           | 사라지지 않는 그림자     | 2018년 10월 25일 |
| 5화           | 선택받지 못한 자들       | 2018년 11월 1일  |
| 6화           | 벌거벗은 임금님          | 2018년 11월 8일  |
| 7화           | 정상에 송곳니를 드러내라 | 2018년 11월 15일 |
| 8화           | 위험인물                 | 2018년 11월 22일 |
| 9화           | 어긋난 선수들            | 2018년 11월 29일 |
| 10화          | 우리의 속도              | 2018년 12월 6일  |
| 11화          | 넘쳐흐르는 물방울        | 2018년 12월 13일 |
| 12화          | 여름의 장난              | 2019년 1월 10일  |
| 13화          | 그리고 달리기 시작한다   | 2019년 1월 17일  |
| 14화          | 혼자가 아니야            | 2019년 1월 24일  |
| 15화          | 운명의 장소              | 2019년 1월 31일  |
| 16화          | 꿈과 현실                | 2019년 2월 8일   |
| 17화          | 답을 찾아서              | 2019년 2월 15일  |
| 18화          | 그리고 아침              | 2019년 2월 21일  |
| 19화          | 해방하는 시간            | 2019년 2월 28일  |
| 20화          | 망가져도                 | 2019년 3월 7일   |
| 21화          | 안녕, 아름다운 이 세상   | 2019년 3월 14일  |
| 22화          | 외로움을 끌어안아라      | 2019년 3월 21일  |
| 마지막 화(23) | 그것은 바람 속에         | 2019년 3월 28일  |